# Oosterse liturgie
De term oosterse liturgie duidt op een verzameling van liturgievormen die gebruikt worden binnen het oosters christendom. Deze liturgievormen zijn niet "standaard". Er bestaan verschillende variaties, dit in tegenstelling tot de Latijnse ritus, de liturgievorm die gehanteerd wordt binnen de Rooms-Katholieke Kerk.
De Byzantijnse liturgie wordt gebruikt door de orthodoxe kerken en de volgende oosters-katholieke kerken: 
- de Albanees Grieks-Katholieke Kerk
- de Bulgaars-Katholieke Kerk
- de Byzantijns-Katholieke Kerk in Amerika
- de Georgisch-Katholieke Kerk
- de Grieks-Katholieke Kerk
- de Hongaarse Grieks-Katholieke Kerk
- de Italo-Grieks-Katholieke Kerk
- de Kroatische Grieks-Katholieke Kerk
- de Melkitische Grieks-Katholieke Kerk
- de Oekraïense Grieks-Katholieke Kerk
- de Roemeense Grieks-Katholieke Kerk
- de Roetheens-Katholieke Kerk
- de Russisch-Katholieke Kerk
- de Slowaaks-Katholieke Kerk
- de Tsjechisch-Katholieke Kerk
- de Wit-Russisch-Katholieke Kerk

De Antiocheense liturgie wordt gebruikt door sommige oriëntaals-orthodoxe kerken in Syrië en de volgende oosters-katholieke kerken: 
- de Maronitische Kerk
- de Syrisch-Katholieke Kerk
- de Syro-Malankara-Katholieke Kerk

De Chaldeeuwse liturgie wordt gebruikt door de Assyrische Kerk van het Oosten en de volgende oosters-katholieke kerken: 
- de Chaldeeuws-Katholieke Kerk
- de Syro-Malabar-Katholieke Kerk

De Armeense liturgie wordt gebruikt door de Armeens-Apostolische Kerk en de Armeens-Katholieke Kerk.
De Alexandrijnse liturgie wordt gebruikt door de Koptisch-Orthodoxe Kerk en de Koptisch-Katholieke Kerk evenals door de Ethiopisch-Orthodoxe Kerk, de Eritrees-Orthodoxe Kerk en de Ethiopisch-Katholieke Kerk.